# ریو هیرایده
ریو هیرایده (انگلیسی: Ryo Hiraide؛ زادهٔ ۱۸ ژوئیهٔ ۱۹۹۱) بازیکن فوتبال اهل ژاپن است.
از باشگاه‌هایی که در آن بازی کرده‌است می‌توان به باشگاه فوتبال توکیو اشاره کرد.